# Tricheurois retrusa
Tricheurois retrusa là một loài bướm đêm trong họ Noctuidae.